# Орлић
Орлић је насељено мјесто у Далмацији. Припада општини Бискупија чије је и седиште, у оквиру Шибенско-книнске жупаније, Република Хрватска. Према прелиминарним подацима са последњег пописа 2021. године у месту је живело 188 становника.

## Географија
Налази се 6 км југоисточно од Книна.

## Историја
У Орлићу је боравио у другој половини 18. века Доситеј Обрадовић, радећи неколико година (1760-1765) као народни учитељ.
До територијалне реорганизације у Хрватској насеље се налазило у саставу бивше велике општине Книн. Орлић се од распада Југославије до августа 1995. године налазио у Републици Српској Крајини.

## Становништво
Према попису из 1991. године, Орлић је имао 848 становника, међу којима је било 844 Срба, 1 Хрват и 3 остала. Према попису становништва из 2001. године, Орлић је имао 341 становника. На попису становништва 2011. године, Орлић је имао 302 становника.
| Националност       | 1991. | 1981. | 1971. | 1961. |
| Срби               | 844   | 789   | 914   | 997   |
| Југословени        |       | 41    |       |       |
| Хрвати             | 1     | 6     |       | 4     |
| остали и непознато | 3     | 6     | 14    |       |
| Укупно             | 848   | 842   | 928   | 1.001 |

| Демографија | Демографија | Демографија |
| Година      | Становника  | Становника  |
| ----------- | ----------- | ----------- |
| 1961.       | 1.001       |             |
| 1971.       | 928         |             |
| 1981.       | 842         |             |
| 1991.       | 848         |             |
| 2001.       | 341         |             |
| 2011.       |             | 302         |

## Попис 1991.
На попису становништва 1991. године, насељено место Орлић је имало 848 становника, следећег националног састава:
| Попис 1991.‍ | Попис 1991.‍ | Попис 1991.‍ | Попис 1991.‍ | Попис 1991.‍ |
| ----------- | ----------- | ----------- | ----------- | ----------- |
|             |             |             |             |             |
| Срби        | Срби        |             | 844         | 99,52%      |
| Македонци   | Македонци   |             | 1           | 0,11%       |
| Муслимани   | Муслимани   |             | 1           | 0,11%       |
| Немци       | Немци       |             | 1           | 0,11%       |
| Хрвати      | Хрвати      |             | 1           | 0,11%       |
| укупно: 848 |             |             |             |             |

## Презимена
Презимена из Орлића су:
| - Берић - Бјелан - Бувач - Гојко - Дегенек - Зарић - Јаснић - Лулић - Кекић - Кукољ - Липовина | - Манојловић - Марић - Матијаш - Радонић - Рњак - Симић - Слијепчевић - Трескавица - Тришић - Урукало - Чоловић |